# Пригоровский, Николай Иосифович
Николай Иосифович Пригоро́вский  (1903—1988) — советский учёный в области механики. Педагог высшей школы.

## Биография
Родился 1 апреля 1903 года в селе Сутоки (ныне Себежский район, Псковская область). В 1927 году окончил МИИТ. С 1931 года преподавал в МИМЭСХ, в 1932—1941 годах заведовал кафедрой сопротивления материалов. В 1936—1941 годах работал по совместительству во Всесоюзном институте сельскохозяйственного машиностроения (ВИСХОМ). По его инициативе были развернуты совместные, с участием ещё и Института механики АН СССР, работы по исследованию рамных конструкций плугов и культиваторов. Возглавил направление по применению фотоупругости, хрупких покрытий, метода аналогий к исследованию прочности деталей сельскохозяйственных машин. В 1938 году без защиты получил учёную степень кандидата технических наук.
С 1941 года работал в ИМаш АН. В годы Великой Отечественной войны выполнил ряд работ по заказам оборонной промышленности. В 1943 году защитил докторскую диссертацию, в 1944 году утверждён в звании профессора.
После войны участвовал в разработке новых энергетических реакторов, термоядерных установок, авиационной и космической техники, судов с атомными энергетическими установками, внёс большой вклад в развитие атомной энергетики и атомного машиностроения. Под руководством Н. И. Пригоровского был проведён комплекс расчётов прочности ряда конструкций атомных реакторов: первой в мире Обнинской АЭС, Воронежской, Запорожской, Южно-Украинской, Белоярской АЭС в СССР, а также АЭС в Чехословакии, Германии, Финляндии, Болгарии.
Участвовал в расчётах и экспериментальных исследованиях напряженного состояния и прочности уникальных строительных конструкций, включая безопорное перекрытие — купол кинотеатра «Ударник» в Москве и ряда гидроэлектростанций волжского каскада.
Вошёл в Первоначальный состав Национального комитета СССР по теоретической и прикладной механике (1956)
Вёл преподавательскую работу и заведовал кафедрами в различных высших учебных заведениях (МИСИ имени В. В. Куйбышева, Московский гидромелиоративный институт, Военно-воздушная академия им. Н. Е. Жуковского, Промакадемия, МАТИ). Подготовил более 40 докторов и кандидатов наук.
Умер 12 июня 1988 года. Похоронен в Москве на Николо-Архангельском кладбище.

## Награды и премии
- Сталинская премия третьей степени (1950) — за разработку артиллерийской аппаратуры
- Государственная премия СССР (1980)
- два ордена Трудового Красного Знамени (1953)
- орден Красной Звезды
- орден «Знак Почёта»
- заслуженный деятель науки и техники РСФСР (1963)